# شبكة حساسة للوقت
الشبكات الحساسة للوقت (TSN - Time-Sensitive Networking) هي مجموعة من المعايير التي وضعها فريق IEEE 802.1 Time-Sensitive Networking Group
تم تشكيل فريق العمل TSN Task Group في نوفمبر 2012 عن طريق إعادة تسمية المجموعة الحالية Audio Video Bridging Task Group
تغيير الاسم نتج عن تمديد مجال عمل مجموعة توحيد المعايير.
وتشمل التطبيقات الشبكات القائمة على الزمن الحقيقي سواءً لبث الصوت والفيديو Audio Video Bridging أو في مجال التحكم الصناعي والتحكم في السيارات.
الوضع الحالي
| المعيار          | عنوان المشروع | الحالة | تاريخ نهاية |
| ---------------- | ------------- | ------ | ----------- |
| IEEE 802.1AS-Rev | مثال          | مثال   | مثال        |
| IEEE 802.1Qbu    | مثال          | مثال   | مثال        |
| IEEE 802.1Qbv    | مثال          | مثال   | مثال        |
| IEEE 802.1Qca    | مثال          | مثال   | مثال        |
| IEEE 802.1CB     | مثال          | مثال   | مثال        |
| IEEE 802.1Qcc    | مثال          | مثال   | مثال        |
| IEEE 802.1Qch    | مثال          | مثال   | مثال        |
| IEEE 802.1Qci    | مثال          | مثال   | مثال        |
| مثال             | مثال          | مثال   | مثال        |